# Модуларна аритметика
Модуларна аритметика представља аритметички систем код кога се бројеви враћају у круг, када достигну одређену вредност – модуло. Модуларну аритметику је увео Карл Фридрих Гаус у свом чувеном делу Disquisitiones Arithmeticae, објављеном 1801.
Општепозната примена модуларне аритметике је у 24-часовном мерењу времена: дан траје од поноћи до следеће поноћи, и подељен је на 24 часа, од 0 до 23. Ако је у одређеном тренутку 19:00 часова (седам увече), осам сати касније време не износи 27:00 (као код уобичајеног сабирања: 19 + 8 = 27), већ је тада 03:00 (наредног дана). Исто, ако је у одређеном тренутку подне (12:00), и од тог тренутка је протекао 21 час, сат ће показивати 09:00 наредног дана, а не 33:00 (као код уобичајеног сабирања). Како часови поново почињу од 00 пошто прођу 24 сата, овде се ради о аритметици по модулу 24 – бројеви поново почињу од нуле када достигну 24.

## Увод и дефиниција

### Мотивација
У векторском простору, скуп скалара је поље и делује на векторе скаларним множењем, подложно одређеним аксиомима као што је дистрибутивни закон. У модулу, скалари треба да буду само прстен, тако да концепт модула представља значајну генерализацију. У комутативној алгебри, идеали и количник прстенова су модули, тако да се многи аргументи о идеалима или количнику прстенова могу комбиновати у један аргумент о модулима. У некомутативној алгебри, разлика између левих идеала, идеала и модула постаје све израженија, иако се неки услови теорије прстена могу изразити или о левим идеалима или о левим модулима.
Велики део теорије модула састоји се од проширења што је могуће више пожељних својстава векторских простора на област модула преко прстена који се „добро понаша“, као што је домен главног идеала. Међутим, модули могу бити доста компликованији од векторских простора; на пример, немају сви модули основу, те чак и за оне који имају (слободни модули) број елемената у бази не мора бити исти за све базе (то јест да можда немају јединствен ранг) ако основни прстен не задовољава услов инваријантног основног броја, за разлику од векторских простора, који увек имају (могуће бесконачну) основу чија је кардиналност тада јединствена. (Ове последње две тврдње захтевају аксиом избора уопште, али не у случају коначно-димензионалних простора, или одређених бесконачно-димензионалних простора који се добро понашају као што су Lp простори.)

### Формална дефиниција
Претпоставимо да је R прстен, а 1 његов мултипликативни идентитет. Леви R-модул M састоји се од абелове групе (M, +) и операције · : R × M → M такве да за свако r, s у R и x, y у M, имамо
1. {\displaystyle r\cdot (x+y)=r\cdot x+r\cdot y}
2. {\displaystyle (r+s)\cdot x=r\cdot x+s\cdot x}
3. {\displaystyle (rs)\cdot x=r\cdot (s\cdot x)}
4. {\displaystyle 1\cdot x=x.}

Операција · се назива скаларно множење. Често је симбол · изостављен, али у овом чланку се користи и резервише јукстапозиција за множење у R. Може се написати RM да би се нагласило да је M леви R-модул. Десни R-модул MR је слично дефинисан у смислу операције · : M × R → M.
Аутори који не захтевају да прстенови буду јединствени изостављају услов 4 у горњој дефиницији; они би горе дефинисане структуре назвали „униталним левим R-модулима“. У овом чланку, у складу са глосаром теорије прстенова, претпоставља се да су сви прстенови и модули јединствени.
(R,S)-бимодул је абелова група заједно са левим скаларним множењем · елементима R и десним скаларним множењем ∗ елементима из S, чинећи га истовремено левим R-модулом и десним S-модулом, задовољавајући додатни услов (r · x) ∗ s = r ⋅ (x ∗ s) за свако r у R, x у M, и s у S.
Ако је R комутативан, онда су леви R-модули исти као и десни R-модули и једноставно се називају R-модули.

## Релација конгруенције
Модуларна аритметика се математички може посматрати увођењем релације конгруенције на скупу целих бројева, која је компатибилна са операцијама прстена целих бројева: сабирање, одузимање, и множење. За фиксирани модул n, дефинисана је на следећи начин.
Два цела броја a и b су конгруентна по модулу n, ако је њихова разлика (a−b) цео број који је умножак (садржалац) од n. Ако је ово тачно, записује се
Овај математички исказ се чита: "a је конгруентно са b по модулу n".
На пример,
38 ≡ 14 ( 12)
јер је 38 − 14 = 24, што је умножак (садржалац) броја 12. За позитивно n и ненегативне a и b, конгруенција a и b се такође може посматрати и као тврђење да ова два броја имају исти остатак након дељења модулом n. Тако,
38 ≡ 14 ( 12)
Јер кад се поделе бројем 12, оба броја дају остатак 2.
Напомена у вези нотације: Пошто је уобичајено да се истовремено разматра неколико релација конгруенције за различите модуле, и модули се укључују у нотацију. Упркос овом тернарном запису, релација конгруенције по датом модулу је бинарна. Ово би било јасније када би се користио запис a ≡  уместо традиционалног записа.

## Особине конгруенције
Следе својства која чине ову релацију релацијом конгруенције (у односу на сабирање, одузимање и множење).
Пропозиција 1
- Нека су {\displaystyle a,a',b,b'} цели бројеви те {\displaystyle n} природан број. Нека је

{\displaystyle a\equiv a'(mod\ n)} и {\displaystyle b\equiv b'(mod\ n)} тада вреди
1. {\displaystyle a+b\equiv a'+b'(mod\ n)}
2. {\displaystyle a-b\equiv a'-b'(mod\ n)}
3. {\displaystyle a\times b\equiv a'\times b'(mod\ n)}

Доказ
Нека је {\displaystyle a-a'=mn} и {\displaystyle b-b'=m'n}.
{\displaystyle ab-a'b'=ab-ab'+ab'-a'b'=a(b-b')+(a-a')b'=am'n+b'mn}
{\displaystyle n} дели {\displaystyle ab-a'b'} те је {\displaystyle ab\equiv a'b'(mod\ n)}
- Нека су {\displaystyle a,b,c} цели бројеви и {\displaystyle n} природан број. Нека су бројеви {\displaystyle a} и {\displaystyle n} релативно прости.

Тада вреди 
{\displaystyle ab\equiv ac(mod\ n)=>b\equiv c(mod\ n)}
Доказ
Како су {\displaystyle a} и {\displaystyle n} релативно прости, постоје цели бројеви {\displaystyle x} и {\displaystyle y} такви да је {\displaystyle ax+ny=1}. Из конгруенције 
{\displaystyle ab\equiv ac(mod\ n)} => постоји цели број {\displaystyle k} такав да је {\displaystyle a(b-c)=nk}. Множењем претходне једнакости са {\displaystyle x}, из {\displaystyle ax=1-ny} добија се {\displaystyle (b-c)-ny(b-c)=nkx}. Очито {\displaystyle n} дели {\displaystyle b-c} те је {\displaystyle b\equiv c(mod\ n)}
Ова тврдња не вреди генерално, тј. ако {\displaystyle a} и {\displaystyle n} нису релативно прости.
Пример
- {\displaystyle 60\equiv 20(mod\ 5)} тачно
- {\displaystyle 6\equiv 2(mod\ 5)} није тачно

Пропозиција 2
Нека је {\displaystyle ax\equiv ay(mod\ n)}
Тада вреди и {\displaystyle x\equiv y(mod\ n/d)}, где је {\displaystyle d=(a,n)}.
Доказ
{\displaystyle ax\equiv ay(mod\ n)=>} 
постоји цели број {\displaystyle k} такав да вреди {\displaystyle ax-ay=kn.} Одатле је {\displaystyle {\frac {a}{d}}(x-y)={\frac {nk}{d}}}, те је {\displaystyle {\frac {n}{d}}|{\frac {a}{d}}(x-y)}
Како су {\displaystyle {\frac {n}{d}}} и {\displaystyle {\frac {a}{d}}} релативно прости, јер немају заједничких простих фактора, добија се n
{\displaystyle d|(x-y)} чиме је тврдња доказана.
Пропозиција 3
Нека је {\displaystyle n} природан број, те су {\displaystyle a} и {\displaystyle b} цели бројеви такви да је {\displaystyle a\equiv b(mod\ n)=>}
Тада за полином {\displaystyle p(x)} са целобројним коефицијентима вреди
{\displaystyle p(a)\equiv p(b)(mod\ n)=>}
Доказ
Применом претходних пропозиција на
{\displaystyle p(a)=\sum _{i=0}^{k}c_{i}a^{i}} добија се
{\displaystyle a^{i}\equiv b^{i}(mod\ n)} те
{\displaystyle c_{i}a^{i}\equiv c_{i}b^{i}(mod\ n)}
саберу ли се добијене конгруенције добија се
{\displaystyle p(a)=\sum _{i=0}^{k}c_{i}a^{i}\equiv \sum _{i=0}^{k}c_{i}b^{i}=p(b)}
Пропозиција 4
Нека су {\displaystyle n_{1},n_{2},...n_{k}} природни бројеви. Тада су следеће тврдње еквивалентне:
{\displaystyle a\equiv b(mod\ n_{i}),i=1,2,...k}
{\displaystyle a\equiv b(mod[n_{1},n_{2},...n_{k}}
Пример
Одредити {\displaystyle x\in \mathbb {Z} } за који вреди
{\displaystyle 341x\equiv 1(mod\ 17)}
{\displaystyle 340:17=2} (340 је дељиво са 17) tj.
{\displaystyle 340x\equiv 0(mod\ 17)}
Како је
{\displaystyle 341x=340x+x} добија се
{\displaystyle 341x\equiv x(mod\ 17)}
Дату конгруенцију задовољава сваки цели број {\displaystyle x} који је конгруентан {\displaystyle 1} modulo {\displaystyle 17}, тј.
{\displaystyle x\in {\begin{Bmatrix}...,-33,-16,1,18,35,...\end{Bmatrix}}}.

## Потпуни и редуковани систем остатака
Нека је {\displaystyle n} природан број већи од {\displaystyle 1}. Скуп {\displaystyle S={\begin{Bmatrix}a_{1},a_{2},...,a_{n}\end{Bmatrix}}} се назива потпуни систем остатака модуло {\displaystyle n} ако за сваки цели број {\displaystyle b} постоји јединствени {\displaystyle a_{i}\in S} за који вреди
{\displaystyle b\equiv a_{i}(mod\ n)}.
Сваки потпуни систем остатака модуло {\displaystyle n} има тачно {\displaystyle n} елемената. Такође, сваки n-члани скуп који се састоји од целих бројева међусобно неконгруентних модуло {\displaystyle n} представља један потпуни сустем остатака модуло {\displaystyle n}.
Најчешће кориштен потпун систем остатака модуло {\displaystyle n} је скуп {\displaystyle {\begin{Bmatrix}0,1,2,...,n-1\end{Bmatrix}}}
Ово су неки од потпуних система остатака модуло 5:
{\displaystyle {\begin{Bmatrix}{0,1,2,3,4}\end{Bmatrix}}}, {\displaystyle {\begin{Bmatrix}{-2,-1,0,1,2}\end{Bmatrix}}}, {\displaystyle {\begin{Bmatrix}{1,2,3,4,5}\end{Bmatrix}}}, {\displaystyle {\begin{Bmatrix}{-10,-8,-4,13,39}\end{Bmatrix}}}
Постоји их бесконачно много.
Лема 1
Нека је {\displaystyle {\begin{Bmatrix}{a_{1},a_{2},...,a_{n}}\end{Bmatrix}}} потпуни систем остатака модуло {\displaystyle n}. Тада је и {\displaystyle {\begin{Bmatrix}{b\times a_{1},b\times a_{2},...,b\times a_{n}}\end{Bmatrix}}} потпуни систем остатака модуло  {\displaystyle n}, за сваки цели број {\displaystyle b} за који вреди {\displaystyle (b,n)=1}.
Лема 2
Нека су {\displaystyle a} i {\displaystyle n} природни бројеви. Конгруенција {\displaystyle ax\equiv b(mod\ n_{i}),i=1,2,...k} има решења ако и само ако {\displaystyle d=(a,n)} дели {\displaystyle b}. Ако је {\displaystyle x_{0}} решење конгруенције {\displaystyle {\frac {a}{d}}x\equiv {\frac {b}{d}}(mod{\frac {n}{d}}} тада су сва међусобно неконгруентна решења модуло {\displaystyle n} полазне конгруенције дата с {\displaystyle x_{0},x_{0}+{\frac {n}{d}},x_{0}+{\frac {2n}{d}},...x_{0}+{\frac {(d-1)n}{d}}}
Пример
Скупови {1, 2, 3, 4} и {-2,-6, 6, 7} су редуковани системи остатака модуло {\displaystyle 5}, док је {1, 5} редуковани систем остатака модуло {\displaystyle 6}.

## Прстен класа конгруенције
Као и свака релација конгруенције, и конгруенција по модулу n је релација еквиваленције, и класа еквиваленције целог броја a, која се означава са , је скуп { ..., a − 2, a − , ,  + n, a + 2n, ...}. Овај скуп, који се састоји од целих бројева конгруентних са a по модулу n, се назива класом конгруенције или класом остатка од a по модулу n. Још једна нотација за ову класу конгруенције, која захтева да је из контекста јасно о ком модулу се ради, је {\displaystyle {\hat {a}}}.
Скуп класа конгруенције по модулу n се означава као Z/nZ и дефинише се као:
, где = {..., −2, −1, 0, 1, 2, ...}.
Када n ≠ 0, Z/nZ има || елемената, и може се записати као:
Када n = 0, Z/nZ нема нула елементе; већ је изоморфно са Z, јер []0 = {}.
Можемо да дефинишемо сабирање, одузимање и множење на Z/nZ следећим правилима:
- -{[[a]n × [b]n]n = [ab]n}-

Верификација да је ово исправна дефиниција користи својства наведена горе.
На овај начин, Z/nZ постаје комутативни прстен. На пример, у прстену Z/24Z, имамо
,
као аритметику 24-часовног сата.
Скуп Z/nZ има бројна важна математичка својства која су значајна за разне гране математике.
Уместо искључивања специјалног случаја n = 0, корисније је да се укључи Z/0Z (што је, као што је већ поменуто, изоморфно прстену Z целих бројева), на пример, када се разматра карактеристика прстена.

## Остаци
Концепт модуларне аритметике је повезан са концептом остатка при дељењу. Операција налажења остатка је позната као операција модула, и понекад се записује као "mod", па пишемо "14 mod 12 = 2". Ово значење симбола "mod" је благо али значајно другачије од оног уведеног у овом чланку; тачно је рећи "38 ≡ 14 (mod 12)", али није тачно рећи "38 = 14 mod 12" – 38 је конгруентно са 14 по модулу 12, али остатак од 14 подељено са 12 је 2, не 38. Да би се избегли неспоразуми, релација конгруенције се некад записује као modulo уместо mod нпр. "38 ≡ 14 (modulo 12)" у рачунарству.
Када се ради са модуларном аритметиком, свака класа еквиваленције се обично представља њеним најмањим ненегативним чланом.

## Примене
Модуларна аритметика има примену у теорији бројева, теорији група, теорији прстена, апстрактној алгебри, криптографији, рачунарству, и визуелним уметностима и музици.
Модуларна аритметика спада у основе теорије бројева и дотиче готово сваки аспект њеног проучавања. Пружа кључне примере за теорију група, теорију прстена и апстрактну алгебру.
У криптографији модуларна аритметика пружа директну основу за системе са јавним кључем, као што је РСА, а осим тога даје коначна поља за елиптичке криве и користи се у многим алгоритмима са симетричним кључем, укључујући АЕС, ИДЕА, и РЦ4.
У рачунарству, модуларна аритметика се често користи код битовских операција и других операција које се тичу цикличних, и структура података фиксне ширине. Модуло операција, која је имплементирана у многим програмским језицима и калкулаторима, је примена модуларне аритметике која се често користи у овом контексту.
У визуелним уметностима модуларна аритметика се може користити за прављење уметничких шара базираних на таблицама множења и сабирања по модулу n (види спољашњу везу испод).
У општијем смислу, модуларна аритметика има примене у дисциплинама као што су права, економија, (нпр. теорија игара) и другим областима друштвених наука где пропорционално дељење и алокација ресурса игра централну улогу у анализи.
Неки неуролози (као на пример Оливер Сакс) имају теорије да такозвани идиоти саванти користе урођену модуларну аритметику да рачунају комплексне проблеме, као што је дан у недељи који ће пасти на неки удаљени датум.